# Аксёнов, Василий Иванович
Васи́лий Ива́нович Аксёнов (род. 26 января 1953, Ялань, Красноярский край) — русский писатель.

## Биография
Родился в 1953 году в селе Ялань Енисейского района Красноярского края. Родовыми корнями связан с енисейским казачеством и поморами.
С 1974 года живёт и работает в Ленинграде — Петербурге.
В 1982 году окончил отделение археологии исторического факультета Ленинградского государственного университета.
В 1980-х годах был активным участником литературного андеграунда, членом творческого объединения литераторов «Клуб-81». Занимался научной деятельностью, участвовал в археологических экспедициях, работал дворником, грузчиком, пожарным. Участник многочисленных прозаических сборников, автор более чем 12 книг. С начала 2000-х является членом Союза писателей Санкт-Петербурга.

## Творчество
Первые публикации появились в 1980-х годах. Публиковался в самиздате (журнал «Часы»), в сборнике «На невском сквозняке: Современный петербургский рассказ» (1998), в антологии «Коллекция: Петербургская проза (ленинградский период)» (2004), в журналах «Нева», «Звезда», «День и ночь», в «Прозе Сибири» и «Сумерках», а также в сборнике «„Русский рассказ“, Избранное 1957—2007» (М.: Изд-во журнала «Москва», 2008). Являлся постоянным автором журнала «Москва», в котором наряду с рассказами («Малая Пречистая», «У пихтового домика», «Золотой век: рассказ» и др.) впервые увидели свет романы «Время Ноль» (2008) и «Десять посещений моей возлюбленной» (2011).
В 1985 году получил Премию Андрея Белого. При вручении премии В. И. Аксёнов на пожелания писателя и редактора журнала «Часы» Бориса Иванова выйти «за пределы деревни и за околицу деревенского языка» ответил, что пользуется тем материалом, который ему более знаком, и главный интерес его «не в социальности, а в самом человеке и в его одном из самых важных вопросов — вопросе о смерти и отношении к ней».
В 1990 году вышла книга «День первого снегопада» (изд-во «Советский писатель»), включившая три романа: «Осень в Ворожейке», «Зазимок» и «Блики, или: приложение к основному». Авторское название книги изначально предполагалось «Покров», но издание готовилось к выходу с 1985 года, было подвержено цензуре и название по требованию издательства было изменено на более нейтральное.
В 2003 году в издательстве «Амфора» вышла книга «Солноворот», в которую помимо романа «Осень в Ворожейке» включены повести «Солноворот», «Ветреным днем девятого мая» и рассказ «Фанчик». В 2008 году в этом же издательстве опубликованы роман «Малые святцы» и повесть «Дождь».
В 2010 году вышел роман «Время Ноль» (Изд-во «Лимбус Пресс»). В книгу также вошли повесть «Одиночество» и рассказ «Таха». «Малые святцы», «Время ноль» и ещё не издавшийся роман «Моление» по авторскому замыслу составляют трилогию «Чаю воскресения».

## Произведения Аксенова в драматическом театре
С 2014 года в Театре имени Маяковского по мотивам романа «Десять посещений моей возлюбленной» идёт спектакль «В.О.Л.К.» (Вот Она Любовь Какая). Спектакль создавался в Мастерской Олега Кудряшова в ГИТИСе режиссёром Светланой Земляковой и впоследствии вошёл в репертуар театра.
В марте 2024 года на Малой сцене Театра Наций прошла премьера спектакля «Десять посещений моей возлюбленной» по одноименному роману Аксенова в постановке Мурата Абулкатинова. 

## Общественная позиция
В 2022 году подписал письмо в поддержку российского военного вторжения на Украину.

## Сочинения
- День первого снегопада. — Л.: Советский писатель, 1990.
- Солноворот. — СПб.: Амфора, 2003.
- Малые святцы. — СПб.: Амфора, 2008.
- Время Ноль. — СПб.: Лимбус Пресс, 2010.
- Десять посещений моей возлюбленной // «Москва». 2011. № 1—2.
- Моление // Москва. 2013. № 10—11.
- Весна в Ялани. — СПб., 2014.
- Десять посещений моей возлюбленной. — СПб., 2015.
- Оспожинки. — СПб.: Лимбус Пресс, 2016.
- Была бы дочь Анастасия. — СПб.: Лимбус Пресс, 2018.
- Золотой век. — СПб.: Лимбус Пресс, 2018.
- Малая Пречистая. — СПб.: Лимбус Пресс, 2020.
- Зазимок. — СПб.: Лимбус Пресс, 2020.
- Пронизки // Москва. 2021.
- Пламя, или Посещение одиннадцатое. — СПб.: Лимбус Пресс, 2021.
- Блики, или Приложение к основному. — СПб.: Лимбус Пресс, 2023
- Флегонт, Февруса и другие. — СПб.: Лимбус Пресс, 2023

### В книгах
Премия Андрея Белого, 1978—2004 : антология / [сост. Б. Останин]. — Москва : Новое литературное обозрение, 2005. — 654, [1] с.
- Писатели Енисейской губернии и Красноярского края : справочник / Гос. универ. науч. б-ка Краснояр. края. — Красноярск : РАСТР, 2015. — 312, [7] с.
- Яранцев, Владимир Николаевич. Яновский. Человек эпохи «Сибирских огней» : повесть-исследование о сибирских литераторах, сибирской литературе, «Сибирских огнях» и литературных заботах главного литературного критика Сибири / Владимир Яранцев. — Новосибирск : Свиньин и сыновья, 2021. — 582 [2] с., [8] л. ил., портр., факс. с.

### В периодике
- В. С. [Новые книги] : рецензия / В. С. // Сибирские огни. — 2010. — № 10. — С. 188
- Цветова, Наталья Сергеевна. Эсхатологический мотив в современной русской прозе / Наталья Цветова. // Литературная учёба. — 2011. — № 3. — С. 20-25
- Мария Тухто. Омут памяти, или об одном модернистском романе // Литературный журнал «Нате» — 2022. — № 1. — С. 70–82.

## Премии и награды
- 1985 — премия Андрея Белого.
- 2011 — премия журнала «Москва» за лучшую публикацию года.
- 2018 — шорт-лист премии «Национальный бестселлер».
- 2022 — Всероссийская премия искусств «Созидающий мир» (Книга года – проза).